# Équipe cycliste féminine RusVelo
Cet article concerne l'équipe féminine. Pour l'équipe masculine, voir Équipe cycliste RusVelo.
L'équipe cycliste féminine RusVelo est une équipe cycliste féminine professionnelle russe créée en 2012 et qui disparaît fin 2014. Elle fait partie de la même structure que l'équipe éponyme masculine. Olga Zabelinskaya en a notamment été membre.

## Histoire
Les équipes féminine et masculine RusVelo sont créées en 2012, dans le cadre du Russian global cycling project, projet de développement du cyclisme russe lancé par la fédération de cyclisme russe.

## Classements UCI
Ce tableau présente les places de l'équipe RusVelo au classement de l'Union cycliste internationale en fin de saison, ainsi que ses meilleures coureuses au classement individuel.
| Année | Classement par équipes | Meilleure coureuse au classement individuel |
| 2012  | 8e                     | Olga Zabelinskaya (17e)                     |
| 2013  | 12e                    | Oxana Kozonchuk (35e)                       |
| 2014  | 13e                    | Olga Zabelinskaya (16e)                     |

Ce tableau présente les places de l'équipe au classement de la Coupe du monde de cyclisme sur route féminine, ainsi que la meilleure cycliste au classement individuel de chaque saison.
| Année | Classement par équipes | Meilleure coureuse au classement individuel |
| 2012  | 6e                     | Hanka Kupfernagel (11e)                     |
| 2013  | 11e                    | Oxana Kozonchuk (26e)                       |
| 2014  | 13e                    | Olga Zabelinskaya (34e)                     |

## Victoires principales

### Compétitions internationales
Cyclisme sur piste
- Championnats d'Europe : 2
  - Poursuites par équipes : 2012 (Lydia Malakhova et Elena Lichmanova), 2013 (Maria Mishina)

### Championnats nationaux
Cyclisme sur route
- Championnats de Russie : 3
  - Contre-la-montre : 2012 (Olga Zabelinskaya), 2014 (Tatiana Antoshina)
  - Course en ligne :  2014 (Tatiana Antoshina)

## Encadrement
En 2012, le directeur sportif et représentant de l'équipe auprès de l'UCI est l'Allemand Heiko Salzwedel. Ses adjoints sont Jochen Dornbuusch, Marat Ganeïev et Zulfiya Zabirova. En 2013, les Allemands quittent l'équipe. Le nouveau directeur sportif est Felice Puttini qui avait dirigé l'équipe Bigla jusqu'en 2009. Le représentant de l'équipe est Renat Khamidulin. Les directeurs sportifs adjoints sont Alexander Efimkin, Mikhail Rostovtsev et Zulfiya Zabirova. En 2014, le directeur sportif est Mikhail Rostovtsev, son adjoint est Sergueï Morozov. Le représentant de l'équipe reste Renat Khamidulin.

## RusVelo en 2014

### Arrivées et départs
En 2014, l'équipe recrute de nombreuses vététistes. 
| Arrivées           | Équipe 2013                     |
| ------------------ | ------------------------------- |
| Vera Andreeva      | Néo-professionnelle (sur route) |
| Ekateryna Anoshina | Néo-professionnelle (sur route) |
| Nadezhda Antonova  | Néo-professionnelle             |
| Tatiana Antoshina  | MCipollini Giordana             |
| Inga Cilvinaite    | Pasta Zara-Cogeas               |
| Irina Kalentyeva   | Néo-professionnelle (sur route) |
| Kristina Kirillova | Néo-professionnelle (sur route) |
| Eva Lechner        | Amateur sur route               |

| Départs            | Équipe 2014 |
| ------------------ | ----------- |
| Elena Bocharnikova | Amateur     |
| Hanka Kupfernagel  | Maxx Solar  |
| Larisa Pankova     | Amateur     |
| Evgeniya Romanyuta | Amateur     |

### Effectif
| Cycliste              | Date de naissance | Nationalité | Équipe 2013                     |  |
| --------------------- | ----------------- | ----------- | ------------------------------- |  |
| Vera Andreeva         | 10 mai 1988       | Russie      | Néo-professionnelle (sur route) |  |
| Ekateryna Anoshina    | 26 avril 1991     | Russie      | Néo-professionnelle (sur route) |  |
| Nadezhda Antonova     | 10 août 1994      | Russie      | Néo-professionnelle             |  |
| Tatiana Antoshina     | 27 juillet 1982   | Russie      | MCipollini Giordana             |  |
| Yulia Blindyuk        | 11 décembre 1984  | Russie      | RusVelo                         |  |
| Alexandra Burchenkova | 16 septembre 1988 | Russie      | RusVelo                         |  |
| Anastasia Chulkova    | 7 mars 1985       | Russie      | RusVelo                         |  |
| Inga Cilvinaite       | 14 février 1986   | Lituanie    | Pasta Zara-Cogeas               |  |
| Irina Kalentyeva      | 10 novembre 1977  | Russie      | Néo-professionnelle (sur route) |  |
| Kristina Kirillova    | 21 février 1995   | Russie      | Néo-professionnelle (sur route) |  |
| Oxana Kozonchuk       | 28 mai 1988       | Russie      | RusVelo                         |  |
| Elena Kuchinskaya     | 11 décembre 1984  | Russie      | RusVelo                         |  |
| Eva Lechner           | 1er juillet 1985  | Italie      | Amateur (sur route)             |  |
| Maria Savitskaya      | 22 avril 1991     | Russie      | RusVelo                         |  |
| Olga Zabelinskaya     | 10 mai 1980       | Russie      | RusVelo                         |  |
| Aizhan Zhaparova      | 1er mai 1989      | Russie      | RusVelo                         |  |

### Victoires
| Date       | Course                                   | Pays       | Classe | Vainqueur         |
| ---------- | ---------------------------------------- | ---------- | ------ | ----------------- |
| 27 février | 2e étape du Tour du Costa Rica           | Costa Rica | 2.2    | Olga Zabelinskaya |
| 2 mars     | Tour du Costa Rica                       | Costa Rica | 2.2    | Olga Zabelinskaya |
| 6 mars     | Grand Prix GSB                           | Salvador   | 1.1    | Olga Zabelinskaya |
| 11 mars    | Prologue du Tour du Salvador             | Salvador   | 2.1    | Olga Zabelinskaya |
| 16 mars    | 5e étape du Tour du Salvador             | Salvador   | 2.1    | Inga Cilvinaite   |
| 22 mai     | 2e étape du Tour de l'île de Zhoushan    | Chine      | 2.2    | Olga Zabelinskaya |
| 26 juin    | Championnat de Russe du contre-la-montre | Russie     | CN     | Tatiana Antoshina |
| 28 juin    | Championnat de Russe sur route           | Russie     | CN     | Tatiana Antoshina |

### Classement UCI
| Rang | Coureuse              | Points |
| ---- | --------------------- | ------ |
| 16   | Olga Zabelinskaya     | 412    |
| 54   | Elena Kuchinskaya     | 123    |
| 84   | Tatiana Antoshina     | 75     |
| 96   | Alexandra Burchenkova | 58     |
| 114  | Oxana Kozonchuk       | 46     |
| 127  | Anastasia Chulkova    | 41     |
| 144  | Aizhan Zhaparova      | 35     |
| 146  | Inga Cilvinaite       | 35     |
| 379  | Yulia Blindyuk        | 6      |
| 491  | Maria Savitskaya      | 3      |

La formation est treizième au classement par équipes.

### Dissolution de l'équipe
| Arrivées | Équipe 2014 |
| -------- | ----------- |

| Départs               | Équipe 2015         |
| --------------------- | ------------------- |
| Vera Andreeva         | Amateur (sur route) |
| Ekateryna Anoshina    | Amateur (sur route) |
| Nadezhda Antonova     | Amateur (sur route) |
| Tatiana Antoshina     | Amateur             |
| Yulia Blindyuk        | Amateur             |
| Alexandra Burchenkova | Amateur             |
| Anastasia Chulkova    | Bepink La Classica  |
| Inga Cilvinaite       | Amateur             |
| Irina Kalentyeva      | Amateur (sur route) |
| Kristina Kirillova    | Amateur (sur route) |
| Oxana Kozonchuk       | Amateur             |
| Elena Kuchinskaya     | Servetto Footon     |
| Eva Lechner           | BTC City Ljubljana  |
| Maria Savitskaya      | Amateur             |
| Olga Zabelinskaya     | Amateur             |
| Aizhan Zhaparova      | Astana-Acca Due O   |